# Паница (награда)
Вижте пояснителната страница за други значения на Паница.
Наградите „Паница“ са учредени от Фондация „Свободна и демократична България“ през 1994 г. През първите десет години от съществуването си те са награди за журналистика. След десетото издание се трансформират в награди за гражданска доблест.

## Награди „Паница“ за журналистика[1]
Връчват се в резултат от ежегоден конкурс за журналистически произведения, излезли в печата през предходната година.
Премират се публикации в три категории:
- репортаж или журналистическо разследване;
- коментар или проблемна статия на морално-етична тема, обсъждащи ценностната система на българина;
- популяризация на важни проблеми от икономиката, културата, науката, опазването на околната среда и политиката.

За всяка категория изпълнителният съвет и журито (състоящо се от изтъкнати журналисти и писатели и председателствано от г-н
Дими Паница) присъждат по една награда: диплом, плакет (работа на проф. Георги Чапкънов) и парична сума от 2000 щатски долара. Наградите се връчват в навечерието на 24 май.
Кандидатурите за журналистическите награди „Паница“ могат да бъдат предлагани от автора или от други физически или юридически лица.

### Наградени автори и текстове
Информацията в списъка подлежи на допълване.
- 1994[2][3]
  - коментар или проблемна статия: Вера Мутафчиева – за статията ѝ „Кърджалийско време“ във в. „Литературен форум“
  - репортаж или журналистическо разследване: Григор Лилов – за статия във в. „Труд“
  - популяризация на важни проблеми от науката, изкуството и културата: не се присъжда
- 1995
  - коментар или проблемна статия: Димитър Коруджиев – за есето „Вик за помощ“ във в. „Литературен форум“[4]
  - репортаж или журналистическо разследване: Валери Запрянов – за репортажи от войната в Сараево и Босна
- 1997 – Христо Троански[5] и Цаньо Сърнев[6]
- разследване: Ива Рудникова и Асен Асенов за „Първо частно село“, публикувано в „Капитал“
- 1999[7]
  - коментар или проблемна статия: проф. Ивайло Дичев
  - репортаж: Емил Спахийски – за военни репортажи от Македония и Косово
  - журналистическо разследване: Христо Христов
  - популяризация на важни проблеми от науката, изкуството и културата: проф. Тончо Жечев – за цялостното му публицистично творчество
- 2000[8]
  - журналистическо разследване: Йово Николов – за разследващите материали „Магистралите на насилието“, които проследяват трафика на жени от България за Македония, Гърция, Чехия и Западна Европа
  - репортаж: Николай Пенчев – за репортажите за български села в „168 часа“
  - коментар или проблемна статия: Елена Кодинова – за статията ѝ „United colors of Bulgaria“ в списание „SAX“.
  - Поощрителни награди за репортаж получават Дилян Вълев от пловдивския вестник „Марица“ за материала „До Истанбул за 10 милиона“ и Вилдан Байрямова от вестник „Сега“ за „Как в село Конче чакат джипито“. За разследване върху злоупотребите на здравната каса в Пазарджик е поощрена и Теодора Попова от местния вестник „Знаме“.
- 2001[9][10][11]
  - публицистичен коментар или анализ: Любослава Русева – за текста „Следващата лудост ще е национализмът“ във в. „Дневник“
  - разследване: Татяна Ваксберг – за текста „Технология на злото“ във в. „Сега“
  - репортаж: Яна Йорданова (след брака си се подписва Яна Бюрер Таверние или Яна Бюрер Тавание) – за текста „Новата дрога“ в сп. „Тема“.
  - специална награда за журналистическа доблест: Катя Касабова, кореспондент на „Новинар“
  - Поощрителни награди получават Антоанета Ненкова за репортажа „Българският остров Лерос е Санадиново“, публикуван във в. „Капитал“, и разследването на Белчо Цанев за фалита на авиокомпания „Балкан“ във в. „Банкеръ“.
- 2002[12][13]
  - публицистичен коментар или анализ: Иван Кръcтев – с текста „Чорни си търси родина“ във в. „Труд“
  - репортаж: Елена Друмева – с текста „Да обличаш на инат“, публикуван в списание „Едно“ и разказващ за всекидневието на жените, работещи в гръцки шивашки цех в с. Горно Дряново
  - разследване: не се присъжда
  - Поощрителни награди получават двама журналисти от вестник „Сега“ – Божидар Божков за репортажа „Бойко Борисов се окъпа в детска обич в Слънчев бряг“, и Веселин Стойнев – за анализа „Накъде след царя“.
- 2003[14]
  - публицистичен коментар или анализ: Митко Новков – с анализа си за „Шоуто на Слави“ във в. „Култура“
  - репортаж: Свилен Иванов – с текст във в. „Капитал“
  - разследване: Григор Николов – с разследването си за царските имоти във в. „Сега“
  - Поощрителни награди получават Митко Манджуков от вестник „Капитал“ и Кристи Петрова от сп. „Тема“ - с разследване за убийството на Фатик.

## Награда „Паница“ за гражданска доблест[15][16]
Наградата за гражданска доблест „Паница“ се присъжда от учреден с дарение на Димитър Паница Фонд към Настоятелството на Нов български университет. Лауреатите на Наградата получават специална грамота, плакет и парична сума в размер на 10 000 лева.
В статута ѝ се казва:
| „ | Наградата се присъжда на личности, на групи граждани или на граждански организации, които служат за достоен пример за обществено поведение и с дейността си утвърждават ценностите на високия обществен морал и почтеност, на обществения диалог, хуманизъм и толерантност, като така допринасят за позитивна обществена промяна на местно или национално ниво. | “ |

| „ | Лауреатите на наградата са личности, които имат значителен принос за развитие на демокрацията и гражданското общество, постигнат с убеденост, самоотверженост и вдъхновение. Те са личности, които с упоритост и последователност успяват да променят живота на хората около тях, често с малкото, което имат и въпреки очакванията и предположенията на другите. | “ |

### Носители
- 2006 – Малина Петрова[17]
- 2007 – Венелина Попова, кореспондент на Българското национално радио в Стара Загора[18]
- 2008 – проф. Ивайло Търнев, Минчо Спасов и пенсионерката от Твърдица Мария Александрова[19][20]
- 2009 – не се присъжда
- 2010 – Комисия по досиетата и Теодора Захариева[21]